# Cnemaspis jerdonii
Cnemaspis jerdonii är en ödleart som beskrevs av  Theobald 1868. Cnemaspis jerdonii ingår i släktet Cnemaspis och familjen geckoödlor. Inga underarter finns listade i Catalogue of Life.